# Toewijzing
Toewijzing of toeschrijving (ascription) is het verkrijgen van een sociale positie en status zonder dat daar persoonlijke invloed op kan worden uitgeoefend, zoals het geval is bij overerving, geslacht of leeftijd. Dit in tegenstelling tot verwerving waarbij persoonlijke invloed wel een rol speelt en de sociale positie door prestaties en capaciteiten wordt bepaald. Dit onderscheid waarop posities worden verkregen in een sociaal systeem werd gemaakt door antropoloog Ralph Linton. Overigens is dit niet altijd een scherp onderscheid. Zo kan een door toewijzing verworven voorsprong betere prestaties tot gevolg hebben. Andersom kan een prestatie in een ver verleden ook in het heden een status en positie opleveren zonder dat er op dat moment nog sprake is van relevante prestaties.
Het begrippenpaar is onderdeel van de patroonvariabelen van Parsons waardoor het handelen in sociale interactie gekenmerkt wordt.
Waar in de standensamenleving geboorte bepalend was voor de stand waartoe men behoorde, veranderde dit met de komst van de industriële samenleving met zijn markteconomie. Capaciteiten en prestaties werden steeds belangrijker en men verschoof meer richting de meritocratie, hoewel niet in de mate die hervormingsdenker Saint-Simon (1760-1825) voor ogen stond. Na de Tweede Wereldoorlog ontstond het idee dat onderwijs de klassenmaatschappij zou doorbreken om een open samenleving mogelijk te maken. Dit zou onder meer blijken uit de verburgerlijking van de arbeidersklasse. Het optimisme bleek echter wat voorbarig. Hoewel de sociale mobiliteit sindsdien is toegenomen, speelt sociale reproductie waarbij de positie van ouders op het kind wordt overgedragen nog steeds een belangrijke rol.